# Termini Imerese
Termini Imerese (in der Antike altgriechisch Θέρμαι αἱ τῶν Ἱμεραίων Thérmai hai tōn Himeraíōn, lateinisch Thermae) ist eine italienische Gemeinde in der Metropolitanstadt Palermo in der Autonomen Region Sizilien mit 24.865 Einwohnern (Stand 31. Dezember 2023).

## Lage und Daten
Termini Imerese liegt 37 km östlich von Palermo und etwa 30 km westlich von Cefalù. Der Ort liegt an der A19. Termini Imerese liegt an der Bahnstrecke Messina–Palermo. Es besteht eine Schiffsverbindung nach Genua-Voltri und Livorno.
Den ersten Teil seines Namens verdankt Termini Imerese den etwa 42 °C warmen, teilweise schwach radioaktiven brom-, fluor-, chlor- und natriumhaltigen Thermalquellen, die auch heute noch von einem Kurbetrieb genutzt werden.
Die Einwohner arbeiten hauptsächlich in der Landwirtschaft, in der Industrie und im Handwerk.
Die Nachbargemeinden sind Caccamo, Campofelice di Roccella, Cerda, Collesano, Sciara und Trabia.

## Wirtschaft
Für die Wirtschaft der Region war das Fiatwerk mit rund 1400 Mitarbeitern und etwa weiteren 600 bei Zulieferbetrieben von großer Wichtigkeit. Die Anlage wurde am 31. Dezember 2011 geschlossen, dann von Newco Blutec übernommen. Außerdem sind Fischerei und der Anbau von Artischocken und Zitrusfrüchten wichtige Wirtschaftszweige.

## Geschichte
Funde aus den umliegenden Grotten belegen, dass die Region während des Jungpaläolithikums, der Kupfer- und Bronzezeit besiedelt war.
Thermai wird zum ersten Mal von dem griechischen Dichter Pindar erwähnt. Nachdem die Karthager die nahegelegene Stadt Himera im Jahre 409 v. Chr. zerstört hatten, flüchteten die Überlebenden in das benachbarte Thermai und wurden dort sesshaft. Während des Ersten Punischen Kriegs wurde die Stadt 252 v. Chr. von den Römern unter dem Konsul Gaius Aurelius Cotta erobert. Mit dem Fluss, dem Hafen und den Thermalquellen fanden sie optimale Bedingungen vor, unter denen die Stadt eine bemerkenswerte wirtschaftliche und kulturelle Blüte erlebte. Hiervon zeugen noch Reste des doppelbögigen Aquädukts des Cornelius, Reste des ebenfalls doppelbögigen Viadukts des Baches Barratina sowie Relikte eines römischen Amphitheaters und eines Forums. Die Römer nannten die Stadt Thermae Himerensis. In der Antike war Termini Imerese Bischofssitz; darauf geht das heutige Titularbistum Termae Himerae zurück.
Später siedelten sich Araber (nach der Eroberung der Stadt 828 n. Chr.) und Normannen an. Unter den Arabern und Normannen, welche die Quellen sehr schätzten und die guten Bedingungen gut zu nutzen wussten, erlebte die Stadt erneut eine wirtschaftliche und kulturelle Blüte. Leider sind aus dieser Zeit nur wenig Funde erhalten.
Als sich Karl V. 1535 in Termini Imerese aufhielt, ließ er den alten Kern der Stadt und das römische Kastell mit einer dicken Mauer befestigen und einen Getreidespeicher errichten.

## Bauwerke und Museen

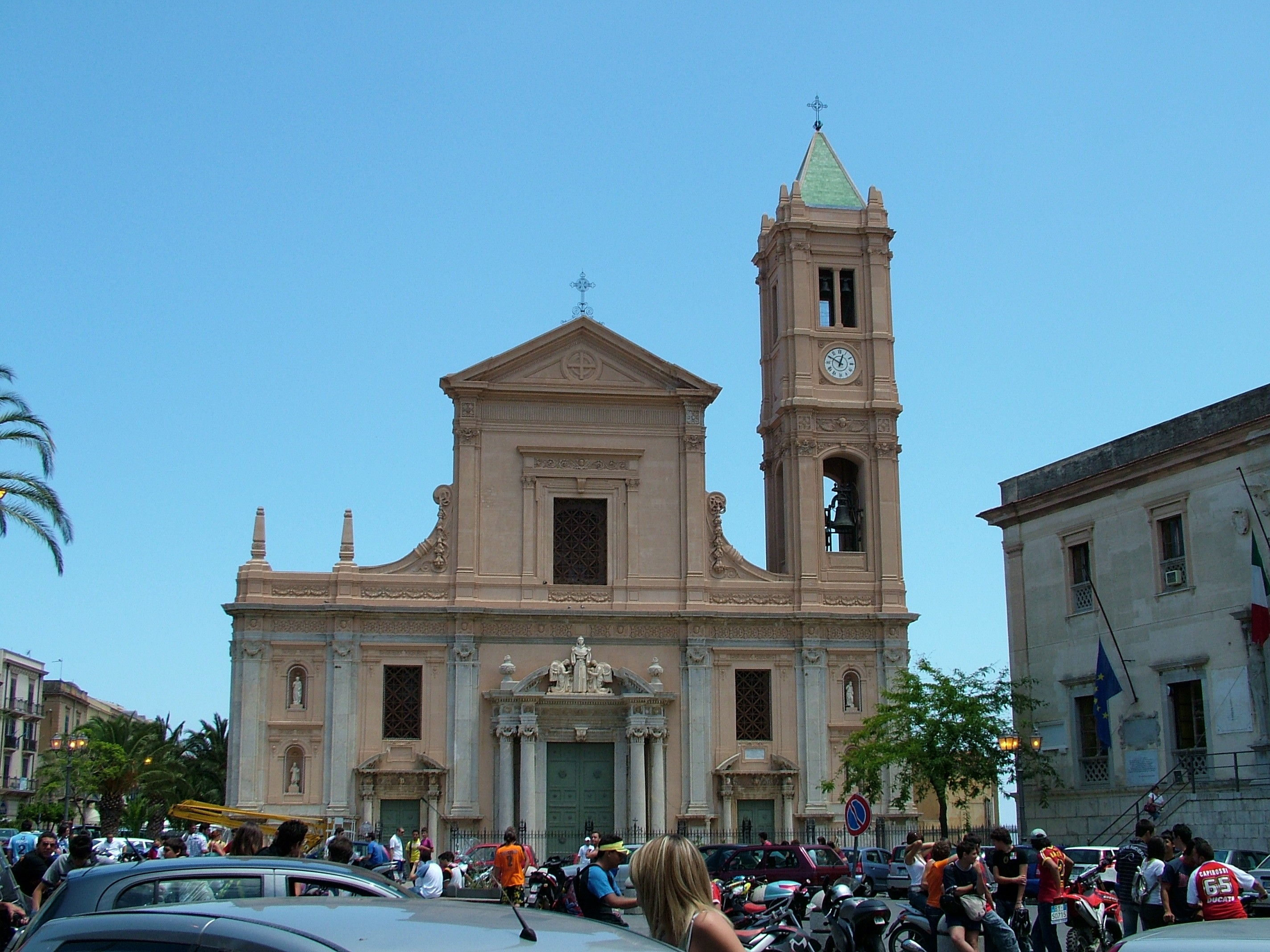
Hauptkirche
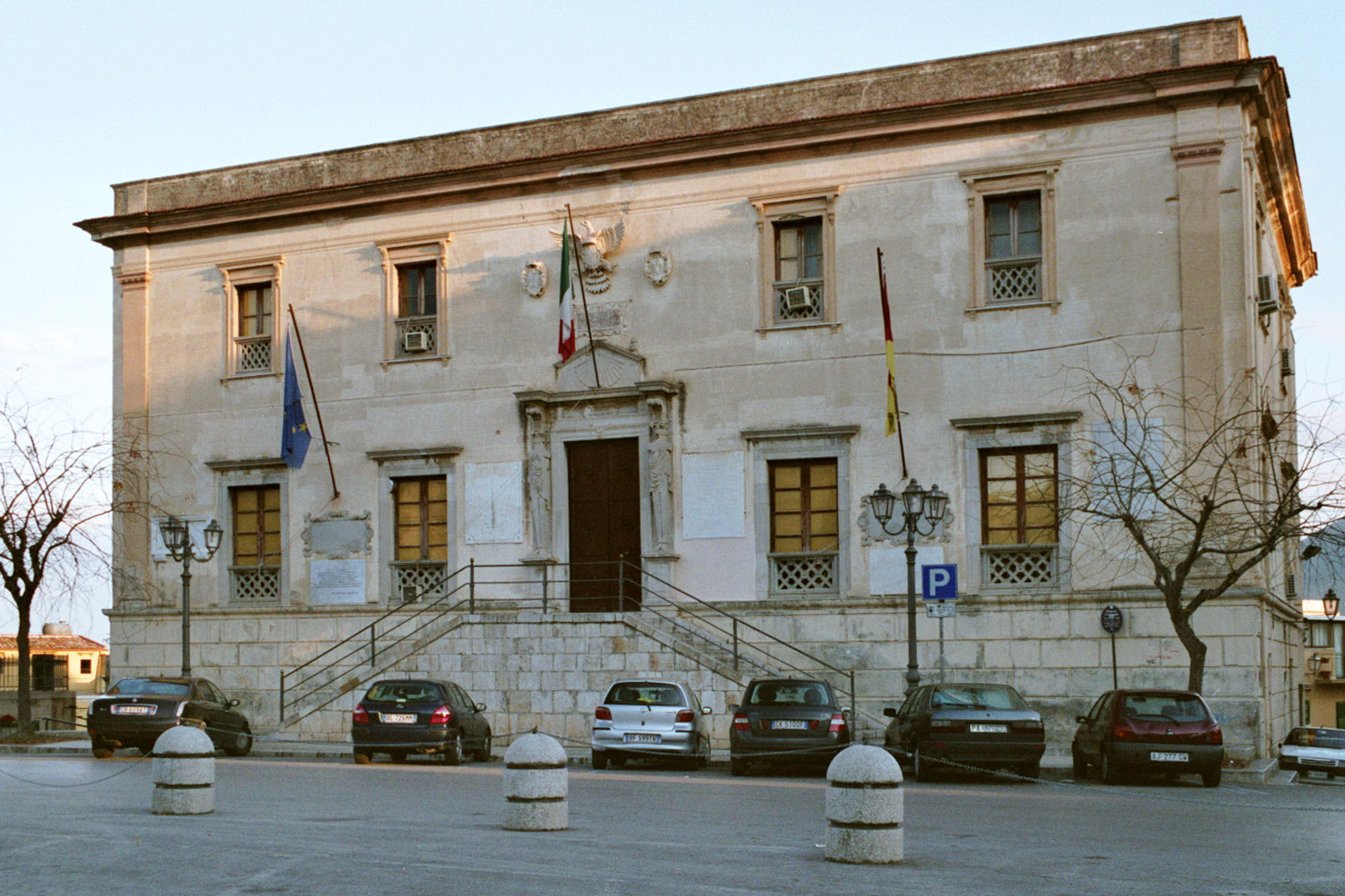
Rathaus
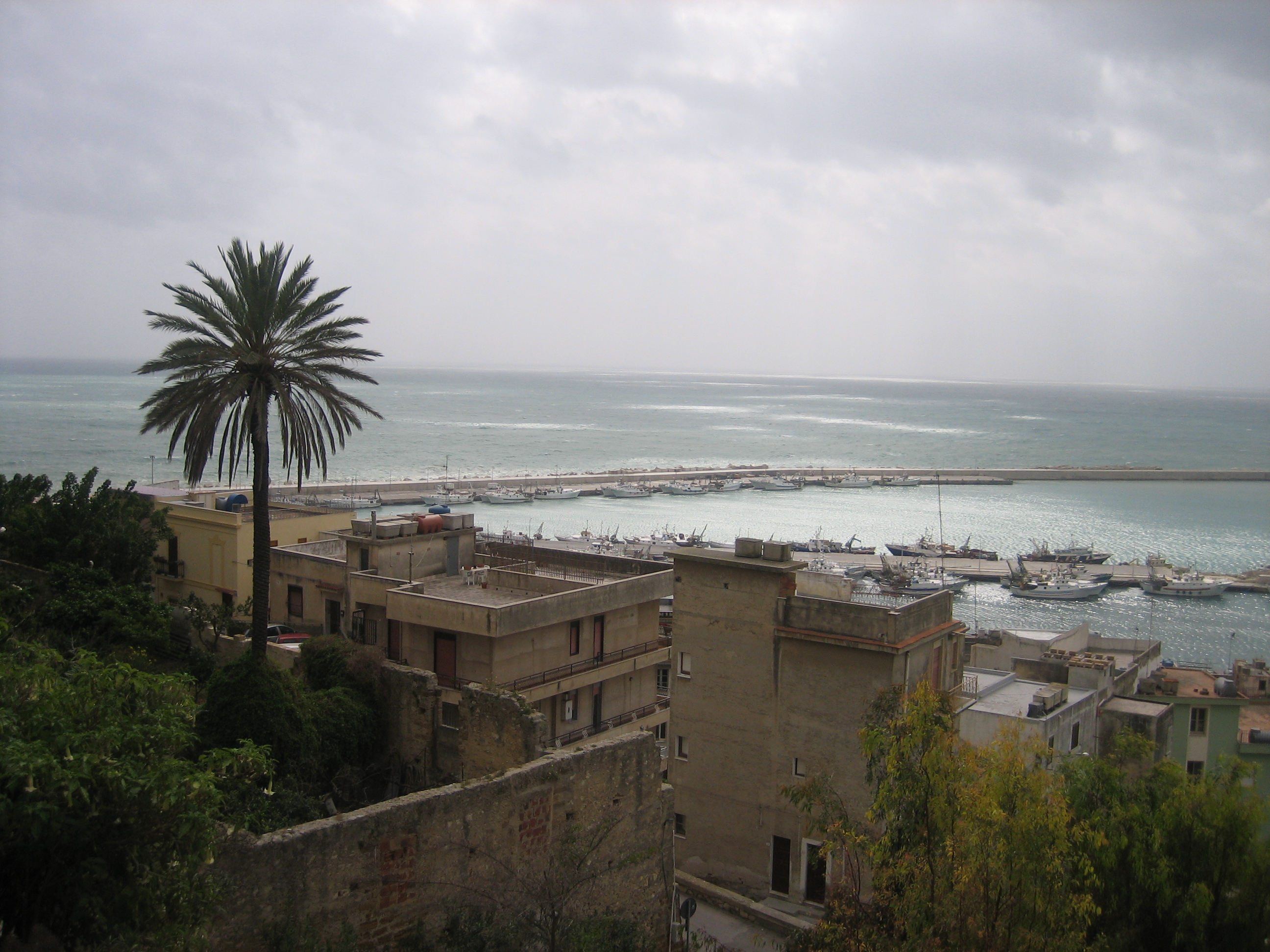
Blick auf den Hafen von Termini Imerese
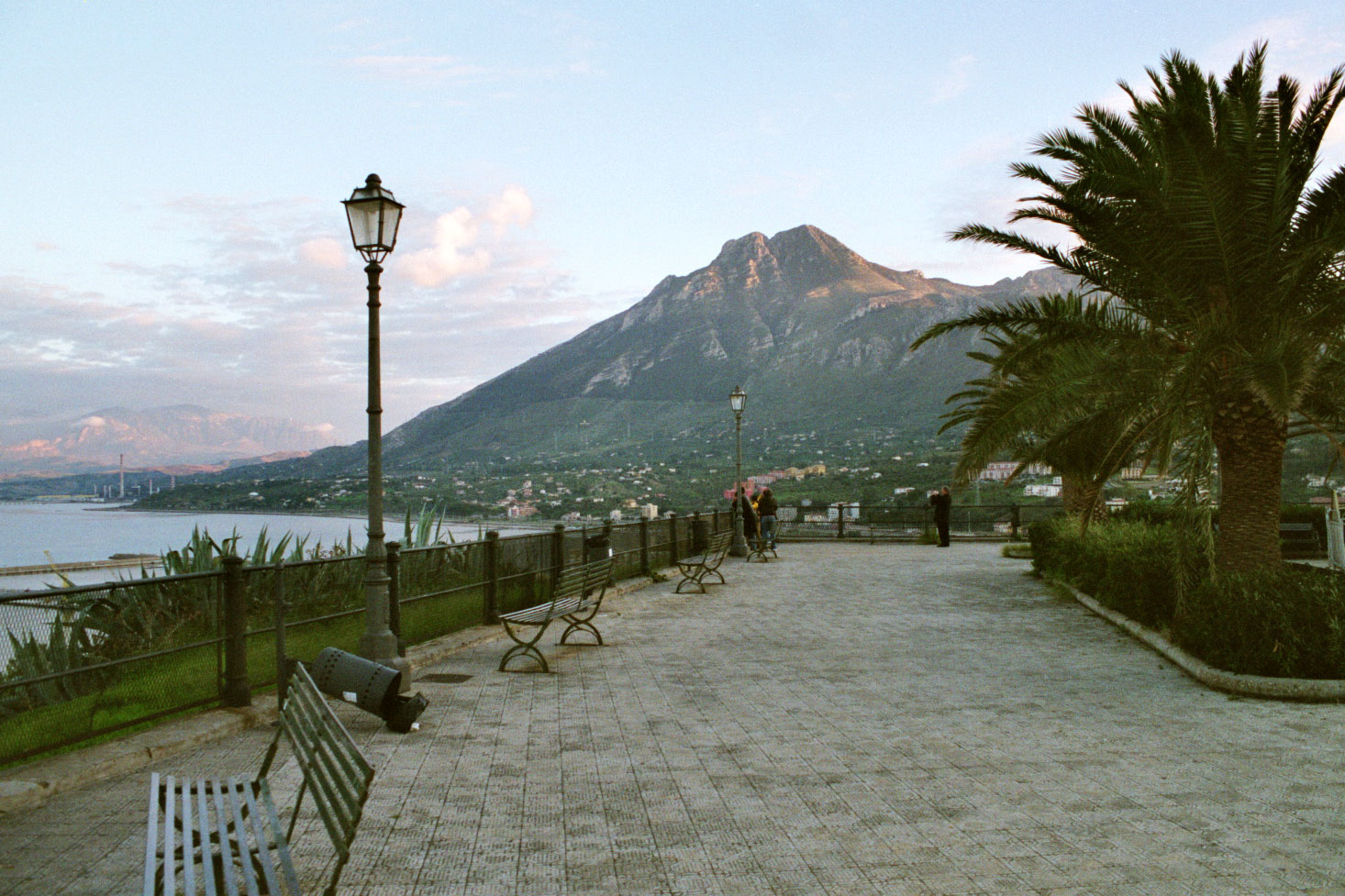
Blick vom Belvedere auf den Monte San Calogero

### Im Ort
- Hauptkirche San Nicola di Bari aus dem 15. Jahrhundert
- Piazza Duomo
- Rathaus an der Piazza Duomo, erbaut 1604
- Villa Palmeri, ein Park mit Ruinen aus römischer Zeit
- Santa Caterina d’Alessandra aus dem 15. Jahrhundert
- Reste römischer Anlagen
- Das Städtische Museum (eröffnet 1873) hat folgende Abteilungen: Archäologie (mit Funden aus Himera), Heimatkunde, Naturkunde und eine numismatische Sammlung antiker Münzen.
- Im Kloster der Klarissen befindet sich die Bibliothek (Biblioteca Liciniana). Sie wurde 1800 gegründet und verfügt über eine umfangreiche Sammlung z. T. historischer Schriftstücke, darunter Inkunabeln, Pergamente und seltene kostbare Ausgaben.

### In der Umgebung
- Himera eine alte griechische Kolonie, gegründet 648 v. Chr., zerstört 409 v. Chr.

## Gebürtige Termitaner
- Agathokles von Syrakus (361–289 v. Chr.), Tyrann
- Vincenzo La Barbera (um 1577–um 1647), Architekt und Maler
- Niccolò Palmeri (1778–1837), Ökonom, Politiker und Historiker
- Anthony A. Alaimo (1920–2009), Bundesrichter in den Vereinigten Staaten

## Veranstaltungen
- Termini Imerese ist neben Sciacca und Acireale bekannt für seine Karnevalsumzüge.